# Mile Budak
Mile Budak (Sveti Rok, 1889. augusztus 30. – Zágráb, 1945. június 7.)  háborús bűnös horvát politikus, jogász, az usztasa mozgalom egyik ideológusa, a Független Horvát Állam (NDH) kormányának minisztere, próza-, regény- és novellaíró. 1945-ben az NDH rendszer bukása után a katonai bíróságon kötél általi halálra ítélték és kivégezték.
Prominens ellenzéki vezetőként 1932 júniusában Zágrábban a jugoszláv rendőrség tagjai brutálisan megverték, és sok időbe telt, mire felépült. 1933 elején csatlakozott ahhoz az emigráns körhöz, amely a Horvát Jobboldal egykori alelnöke és az NDH leendő vezetője, Ante Pavelić köré tömörült. 1938 júliusában Pavelić beleegyezése nélkül – aki akkoriban nem volt jó viszonyban az olaszországi usztasákkal, és amikor a Jugoszláv Királyság kapcsolatai a fasiszta Olaszországgal és a hitleri Németországgal láthatóan jók voltak – visszatért Zágrábba, és megjelentette „Ognjište” című négy kötetes nagy művét, mely nagy sikert aratott az olvasók és a kritikusok körében. Amikor a háború veszélye közeledett, 1940 februárjában a jugoszláv hatóságok letartóztatták, és az áprilisban kitört háborúig börtönben tartották. A második világháború idején Pavelić kormányának vallás- és közoktatásügyi minisztere volt. 1945 májusában Ausztriában megadta magát a brit katonai erőknek, akik 1945. május 18-án átadták a jugoszláv kommunistáknak. 1945. június 6-án Zágrábban halálra ítélték, 1945. június 7-én kivégezték.

## Élete és pályafutása

### Ifjúkora
Mile Budak a Lovinac melletti Sveti Rokban született 1889-ben. A középiskolát 1910-ben Szarajevóban fejezte be. A zágrábi egyetemen történelmet és földrajzot tanult, amelyet hamarosan otthagyott, és 1910-ben jogot kezdett tanulni, amit az első világháború miatt félbeszakított. 1912-ben, Luka Jukić Slavko Cuvaj horvát bán elleni merénylete miatt bezárták, majd 1914-ben mozgósították az osztrák-magyar hadseregbe. Megsebesült és 1914. december 8-án a valjevói kórházban a szerb hadsereg fogságába esett, és velük együtt Macedónián és Albánián keresztül gyalogmenetben vonult vissza. A szerbek átadták az olaszoknak, akik a Szardínia melletti Asinara szigetére vitték hadifogolytáborba.

### A Jugoszláv Királyságban
A fogságból 1919. augusztus 18-án hazatérve folytatta és befejezte jogi tanulmányait, majd 1920-ban doktorált. 1920-tól ügyvédjelöltként dolgozott Ante Pavelićnél. A Horvát Jogok Pártjában, a HSP-ben kezdett politizálni, ahol aktív szerepet játszott, és tagja lett a zágrábi városi tanácsnak. Szerkesztette a „Hrvatsko misao” (1924), és a „Hrvatsko pravo” (1924-32) jobboldali folyóiratokat. 1925 májusában ügyvédként védte a kommunista aktivista Vladimir Ćopićot. Ante Pavelić emigrációba vonulása után átvette a HSP vezetését, és szorosan együttműködve Vladimir Mačekkel vele együtt csatlakozott a Parasztpárti-Demokratikus Koalícióhoz (SDK). 1929. október végén politikai tevékenysége miatt letartóztatták, és 7 hónapot töltött börtönben.
1932-ben, június 7-én a nagyszerb kamarilla merényletett szervezett ellene. A merénylet elkövetői, a zágrábi rendőrség megbízható tisztjei, Šaban Šaćirović, Adem Saranija és Vojo Karakanović a nap közepén az Ilica 10. szám alatti lakása és ügyvédi irodája előtt megtámadták. Úgy próbálták megölni, hogy egy fémbottal fejbe ütötték. A merénylet után mindhármukat letartóztatták. A járókelőknek sikerült elkapniuk Šaćirovićot, aki aztán elárulta a többi bérgyilkost. 1932 őszén a merénylőket bíróság elé állították, és mindegyiket súlyos testi sértés miatt három év börtönre ítélték. Felgyógyulása után Maček meghívására Budak részt vett 1932. november 5-7-én Zágrábban, az SDK vezetőségének ülésén, amikor a Zágrábi pontokat elfogadták.
1933. február 2-án először Ausztriába, majd Olaszországba emigrált. 1934 elején Berlinben kiadta a „Nezavisna hrvatska država” (A független horvát állam) című könyvet, ugyanezen év májusában pedig az amerikai Horvát kiadásában a „Hrvatski narod u borbi za samostalnu i nezavisnu Hrvatsku državu” (A horvát nép a harcban a független és független horvát államért) című politikai értekezését, amelyben leírta a Jugoszlávián belüli keserű horvát tapasztalatokat, és a horvát nép számára egyetlen megoldásként Horvátország és Szerbia közötti háborút jósol.
1935-ben Ante Pavelić kinevezte az összes olaszországi usztasa katonai kiképzőtábor parancsnokává. 1937 januárjától február elejéig Liparin tartózkodott. Ezt követően rövid ideig Messinában és a Nápoly melletti Salernóban tartózkodott, ahol az „Ognjište”, a „Na vulkanima” és a „Roscvjetana trenja” című regényeket írta.
1938 júliusában Ante Pavelić beleegyezése nélkül – akinek usztasa mozgalmát akkor az olaszok, akik igyekeztek jó kapcsolatokat kialakítani a Jugoszláv Királysággal, elszigetelt helyzetbe hozták – visszatért Zágrábba. Ott adta ki „Ognjište” című regényét, mely a kritikusok és a nagyközönség körében fényes sikert aratott. 1939-ben elindította a „Hrvatski Narod” című hetilapot, amely először a HSS és Vladimir Maček politikáját támogatta, majd később támadta. A Cvetković-Maček megállapodás után 1939. augusztus 26-án „Lajbek je zakopčan” címmel egy Maček-ellenes röpiratot írt, elítélve a szerbekkel kötött megállapodást és Maček politikáját. 1940-ben a banovinai hatóságok betiltották Budak folyóiratát, a Hrvatski Narodot, magát Budakot pedig 1940. február 15-én per nélkül őrizetbe vették.
Őrizetben volt, amikor kitört az áprilisi háború és bekövetkezett a Jugoszláv Királyság gyors felbomlása. Epeköves betegsége miatt kórházba szállították, ahol hírt kapott a Független Horvát Állam 1940. április 10-i kikiáltásáról, de hírt kapott felesége, Ivka Budak haláláról is, akit 1940. április 12-én soha ki nem derített körülmények között holtan találtak Budak szőlőjének kútjában. Aznap kiengedték a fogva tartásból és a kórházból, és hamarosan kinevezték a vallási és közoktatásügyi miniszterré. Ezt követően minden bizonnyal az usztasa rezsim propagandájának legjelentősebb alakja lett. További tevékenységéről mindent elmond, hogy Miroslav Krleža horvát író később Budakot „géppuskás miniszterként” jellemezte.

### A Független Horvát Államban
Az NDH kikiáltása után Budak az usztasa rezsim propagandájának fő embere lett. 1941 decemberében a Horvát Tudományos és Művészeti Akadémia (HAZU) tagja lett. Az NDH-kormányban vallásügyi és közoktatásügyi miniszter volt, majd a fontos berlini nagyköveti posztra (1941-43), végül az NDH külügyminiszterévé nevezték ki. Miután külügyminiszterként a Mussolini-féle Olasz Szociális Köztársasággal való kapcsolatok kialakítását annak feltételéhez kötötte, hogy Mussolini lemond a Római Szerződésekről (amelyeket az NDH 1943-ban egyoldalúan felmondott és fennhatósága alá vette az 1941-ben Olaszországnak átadott területeket), 1943 november 5-én lemondott a külügyminiszteri tisztségéről és nyugdíjba vonult. Ezt követően nem vesz részt a politikai életben.
Budak 1945. május 6-án hagyta el Zágrábot. A brit katonai hatóságok ugyanazon év május 18-án átadták a jugoszláv hatóságoknak, a Zágrábi II. számú Katonai Bíróságon pedig háborús bűnökkel vádolták meg. Budak 1945. június 6-án minden vádpontban ártatlannak vallotta magát, de még aznap kötél általi halálra ítélték. Az NDH kormány többi tagjával együtt 1945. június 7-én kivégezték, és a Maksimir erdőben egy közös sírba temették el, melynek helye a mai napig ismeretlen. Lányát, Grozdana Budakot partizánok ölték meg Szlovéniában 1945 májusában.

## Irodalmi munkássága
A horvát irodalomban az 1930-tól 1945-ig tartó időszakban jelentetett meg a nemzeti hagyományon, népi kultúrán és horvát kérdéseken alapuló műveket. Abban az időszakban ő az egyik legtermékenyebb prózaíró, így egyes kritikusok ezt az időszakot Budak érának nevezik.
Összesen 16 művet írt, melyek 25 kötetben jelentek meg. Termékeny irodalmi alkotása három tematikai egységbe sorolható:
- Az első visszaemlékezésekből és önéletrajzi művekből áll: „San o sreći” I.-II., 1940.; „Na vulkanima” I.-II., 1941.; „Ratno roblje” I-II, 1941-42.), amelyből nemcsak személyes tapasztalatai olvashatók ki, hanem az akkori Jugoszlávia tágabb társadalmi-politikai viszonyai is, sok pszichológiai profillal.
- Budak erőteljes társadalomkritikai megfigyeléssel a második nagy tematikus ciklust a zágrábi társadalmi környezetnek szenteli: „Raspeće”, 1931.; „Na ponorima”, 1932; „Direktor Križanić”, 1938.; „Rascvjetana trešnja”, I-IV, 1939. Ezek a regények a kispolgári tudat kritikái, de az etikai és erkölcsi értékekre, valamint a társadalmi igazságosságra helyezik a hangsúlyt. Ez az irányultság egybeesik a keresztény szellemiség megújulásával Horvátországban az 1930-as években.
- A likai falut és a parasztokat problematizáló harmadik tematikus ciklus minden bizonnyal Budak munkásságának leghíresebb és művészileg legérettebb része. Ebben a ciklusban egy egészet alkot a befejezetlen „regény-klaszter” a „Kresojića soj” I-III (1944-45), amelynek hat önálló regényt kellett volna tartalmaznia (csak három jelent meg: a „Kresina”, 1944, a „Gospodin Tome”, 1944 és a „Hajduk”, 1945, míg a negyedik, a „Bazalo” kéziratban maradt fenn, és Matica hrvatska adta ki 2004-ben a Kolopleti horvát prózakönyvtárban) és a második, fontosabb, és legjelentősebb regénye, az „Ognjište” I. -IV, 1938, ciklusokban van írva 43 nap Olaszországban, valamint novellagyűjteményei a „Pod gorom”, 1930, az „Opanci dida Vidurine”, 1933. és a „Privor. Vučja smrt”, 1941.

Budak Lika-sagájában a likai falut és az embereket egy kicsi, zárt és elszigetelt entitásként tematizálja. Leírja a kulturális, antropológiai, civilizációs keresztény-patriarchális közösséget felbomlásának, elszegényedésének folyamatában, ami egyben hagyományos értékeinek szétesését is jelenti. Számos alapvető összetevőre utal. Az első helyen a talaj, a föld, mint a vitalisztikus nedvek elsődleges eleme, a második az igazságérzet, tehát etikai probléma, a harmadik a nemzeti kultúrában való gyökerezés, a negyedik pedig a család, mint alapvető kiindulópont. életpont. Budak regényeiben a karakterek és a likai népi élet jó lélektani jellemzését, közvetlenségét, őshonosságát, nyelvi lokális színezéssel, szóbeli népstílussal (közmondások, anekdoták) és végpontokkal, a realista stílusmintázat hagyománya szerint mutatja be. Az „Ognjište” (Tűzhely) című regénynek azonban megvan a maga allegorikus-szimbolikus terve is, amely a horvát szubsztancia archetipikus szerkezetét tükröző réteggel rendelkezik: az anyaság archetípusa, a tűzhely/ház/otthon archetípusa, a keresztény áldozat, a női megtermékenyítés és a mártíráldozat archetípusa, végül az archaikus-antheuszi szerep és a föld méretének archetípusa, amelyet egy ősrégi patriarchális éthosz őrzött, amelynek fenntartásához minden megengedett. Műveit lefordították bolgár, francia, német, szlovák, spanyol és olasz nyelvre.
Budak irodalmi munkásságának értéke vitathatatlan, de kérdéses, hogy a mai olvasó számára mennyire érdekfeszítő beszédmódja. Gyakran Władysław Reymont „mitikus realizmusához” vagy az orosz mesemondókhoz, mint például Solohovhoz hasonlítják. Budak száműzve volt a horvát irodalomból a kommunista autokrácia idején. A kommunizmus és szocialista Jugoszlávia összeomlása azonban, amely a korábban „tiltott gyümölcs illata miatt” felkeltette az érdeklődést Budak művei iránt, meglehetősen gyorsan alábbhagyott, mert a modern olvasóközönségnek nemigen van füle az eposzokhoz és a regionális mítoszokhoz. Ez nem az írói értékcsökkentés, hanem egyszerű megállapítás, hogy Budak stílusát tekintve meglehetősen idegen az uralkodó érzékenységtől. Művei közül a legolvashatóbb a „Ratno roblje” (Háborús rabszolga) című önéletrajzi próza, amelyben rendkívül lenyűgöző módon írta le osztrák-magyar altisztként a szerb hadsereggel történt visszavonulását Albánián át.

## Emlékezete
A szocialista Jugoszlávia felbomlása után Horvátország városaiban és falvaiban számos utcát Budakról neveztek el, és kapott egy utcát a bosznia-hercegovinai Mostarban is.

## Művei
- Pod gorom: ličke priče, Matica hrvatska, Zagreb, 1930. – Magában foglalva a következő műveket: Pod gorom, Zmijar, Pravi čovjek, Privor, U snijegu i ledu, Zemljice majko,Grgičine gusle
- Raspeće: zapisci jednog malog intelektualca, Matica hrvatska, Zagreb, 1931. (Raspeće: zapisci jednog malog intelektualca, Ognjište, Zagreb, 2010)
- Na ponorima, Matica hrvatska, Zagreb, 1932
- Opanci dida Vidurine: ličke novele, Matica hrvatska, Zagreb, 1933. – Magában foglalva a következő műveket: Opanci dida Vidurine, Jolino oranje, Vuk šeponja. (további kiadások: Opanci dida Vidurine i druge priče, Alfa, Zagreb, 1995.; Opanci dida Vidurine: ličke novele, Hena com, Zagreb, 1996.; Opanci dida Vidurine: ličke novele, repr., Bil Commerce, Zagreb, [1996?]; Opanci dida Vidurine: izabrane novele, prir. Dragutin Rosandić, SysPrint, Zagreb, 1998.; Opanci dida Vidurine, Zagrebačka stvarnost, Zagreb, 2001.; Opanci dida Vidurine: ličke novele, Hena com, Zagreb, 2001)
- Direktor Križanić: Rodoljub i dobrotvor, Matica hrvatska, Zagreb, 1938
- Ognjište: roman iz ličkoga seljačkog života. I-IV. Zagreb : Matica hrvatska, 1938 (2. kiadás 1939., szlov. kiadás Ognjišče. Roman iz kmečkega življenja v Liki, I-II, prijevod: Severin Šali, Naša knjiga, Ljubljana, 1942.; Reprint. Nakladni zavod Matice hrvatske, Zagreb, 1990. 3 sv.: Knjiga 1. Knjiga 2. Knjiga 3: Musinka: posebno poglavlje romana "Ognjište"; Ognjište : roman iz ličkog seljačkog života, Azur Journal, Zagreb, 1990. 4 sv.)
- Na Veliki petak: pripovijetke, Matica hrvatska, Zagreb, 1939. (Na Veliki Petak, Ars Croatica, Toronto, 1989)[21]
- Rascvjetana trešnja: roman iz suvremenog života, I-IV, Matica hrvatska, Zagreb, 1939
- San o sreći: stara priča na nova pokoljenja, I-II, Matica hrvatska, Zagreb, 1940 (2. izd. Suvremena knjižnica "Matice Hrvatske". Izvanredno izdanje. Kolo V. Zagreb, 1940)
- Musinka: posebno poglavlje romana »Ognjište«, Matica hrvatska, Zagreb, 1941. (szlovén kiadás Musinka: roman iz Like, prijevod: Severin Šali, Naša knjiga, Ljubljana, 1943)
- Na vulkanima, I-II, Matica hrvatska, Zagreb, 1941-42
- Privor. Vučja smrt, Matica hrvatska, Zagreb, 1941 (Privor. Vučja smrt, Mala knjižnica Biblioteke lijepe knjige, kolo 2., Suvremeni hrvatski pisci, br. 1, Be-l-ka, Zagreb, 1941)
- Ratno roblje: albanski križni put austrougarskih zarobljenih časnika, I-II, Matica hrvatska, Zagreb, 1941. (2. kiadás 1941.) (Azur Journal, Zagreb, 1991)
- Vučja smrt i druge pripovijesti, Jeronimska knjiga, Zagreb, 1941
- Izabrane pripoviesti, Matica hrvatska, Zagreb, 1943 – Uključuje: Opanci dida Vidurine, Čiji je Velebit, Jolino oranje, Na Veliki petak, E lʼ vira?!,Vučja smrt, Pod gorom, Adamović d.d., Zmijar, Privor, Zemljice, majko!, Grgičine gusle
- Kresojića soj: roman grozd iz seljačkog života. I : Kresina; II : Gospodin Tome; III : Hajduk. Matica hrvatska, Zagreb, 1944-45 (Kresojića soj: roman grozd iz seljačkog života, Hrvatsko kulturno društvo Freiburg; Ogranak Matice hrvatske Basel, 1989. 3 sv.)
- Pripovijetke / Ratno roblje, prir. Dubravko Jelčić, Stoljeća hrvatske književnosti, knj. 3, Matica hrvatska, Zagreb, 1995
- Ognjište I., prir. Dubravko Jelčić, Stoljeća hrvatske književnosti, knj. 4, Matica hrvatska, Zagreb, 1995
- Ognjište II., prir. Dubravko Jelčić, Stoljeća hrvatske književnosti, knj. 5, Matica hrvatska, Zagreb, 1995
- Pripovijesti, prir. Cvjetko Milanja, Riječ, Vinkovci, 1997
- Bazalo, Matica hrvatska, Zagreb, 2004
- Iz korespondencije dr. Mile Budaka: (1907. – 1944.), prir. Tomislav Jonjić, Stjepan Matković, Hrvatski državni arhiv, Zagreb, 2012

## Fordítás
- Ez a szócikk részben vagy egészben  a   Mile Budak című horvát Wikipédia-szócikk ezen változatának fordításán alapul.  Az eredeti cikk szerkesztőit annak laptörténete sorolja fel. Ez a jelzés csupán a megfogalmazás eredetét és a szerzői jogokat jelzi, nem szolgál a cikkben szereplő információk forrásmegjelöléseként.